# 瑪麗·史都華
瑪麗·佛蘿倫絲·愛麗娜·瑞恩堡（英語：Mary Florence Elinor Rainbow，1916年9月17日—2014年5月9日）是出生於英國巽德蘭；以冠夫姓後的名稱「瑪麗·史都華」（Mary Stewart）作為筆名的女性小說家。
她所創作的作品以浪漫懸疑、奇幻類型小說居多，並另有創作數本以幼齡讀層為取向的書籍。其中她於1962年發表的小說《愛琴海歷險記》（The Moon-Spinners）有在1964由華特迪士尼影業翻拍為同名真人電影，在1971年推出的《小掃帚》（The Little Broomstick）則被日本動畫工作室Studio Ponoc改編成電影動畫《瑪麗與魔女之花》於2017年上映。

## 生平
出生於牧師家庭，在三歲期間瑪麗便已會自行創作故事來自娛。小時因在學校生活不愉快而曾有離開學校想成為畫家的夢想，便在母親建議下出外自行謀生居住，長大後靠著杜倫大學提供的獎學金研讀英語方面學科；隨後以一級榮譽成績自杜倫大學畢業。
畢業後瑪麗原先考慮走向教授一職，之後因面臨二戰爆發局勢而先放棄。在戰爭期間瑪麗曾則在米德斯堡一帶替幼童教課一陣子，二戰結束後瑪麗則繼續攻讀碩士，之後獲得到英語和文學講師的資格。
瑪麗在1954年發表了個人第一部小說《夫人，您想說嗎？》（Madam, Will You Talk?），內容為浪漫懸疑、牽扯謀殺事件的作品。隨後瑪麗於此至1960年代期間皆以發表此類型題材的小說為主。
1970年代瑪麗開始轉換寫作風格內容，她在70至79年期間發表了以亞瑟王傳說及魔法師梅林為題材創作的《水晶洞窟》（The Crystal Cave）、《空心山丘》（The Hollow Hills）、與《最後的魔力》（The Last Enchantment）之奇幻小說三部曲。該系列隨後在1980與90年代則額外追加《邪惡之日》（The Wicked Day）、《王子與朝聖者》（The Prince and the Pilgrim）兩部續作。
1997年發表了瑪麗生前最後一部作品《玫瑰小屋》（Rose Cottage）。之後半退休後的瑪麗主要在愛丁堡和奧湖兩邊居住，並且將園藝作為興趣，其中在2009年得到了杜倫大學的文學博士資格。2014年5月9日瑪麗則在奧湖一帶去世。

## 家庭．私人
瑪麗的丈夫弗雷德里克·史都華是來自蘇格蘭的地質學家，倆人是在二戰期間某日的舞會上認識，之後在戰爭末年的1945年結婚。1956年瑪麗和丈夫弗雷德里克搬到愛丁堡居住，弗瑞德利克之後在愛丁堡大學擔任地質和礦物方面的教授和系主任，其中在1974年因個人成就獲得爵士榮譽頭銜。而弗雷德里克則是在2001年離世
生前因異位妊娠的關係，瑪麗與弗雷德里克結婚後從未生下一子。